# Erpetshof
Erpetshof ist ein Ortsteil der Stadt Vohenstrauß im Landkreis Neustadt an der Waldnaab.

## Geographische Lage
Das Dorf Erpetshof befindet sich etwa 400 m westlich der Staatsstraße 2166 auf dem Südufer der Luhe. Es liegt ungefähr 3,5 km südwestlich von Waldthurn und 5,5 km nordwestlich von Vohenstrauß.

## Geschichte
Erpetshof (auch: Erkenpoltshof) gehörte im 14. Jahrhundert zur Herrschaft der Waldauer und die Landgrafen Ulrich II. und Johann I. erwarben 1352 die Mühle in Erpetshof. Das Kloster Waldsassen hatte zu jener Zeit Zehentrechte in Erpetshof. 
Im Jahre 1366 teilten Ulrich II. und Johann I. ihren Besitz. Ulrich II. erhielt die Feste Leuchtenberg und alle Besitzungen westlich der Straße von Vohenstrauß nach Weiden. Johann I. erhielt die Feste Pleystein  und alle Besitzungen östlich der Straße von Vohenstrauß nach Weiden.
Dabei fiel die Mühle in Erpetshof an Johann I. und die Herrschaft Pleystein.
Im Jahre 1483 fand Erpetshof Erwähnung als Ulrich von Waldau einen Teil seiner Besitzungen an seine Söhne übergab.
Mitte des 16. Jahrhunderts ging die Herrschaft der Waldauer, damit auch Erpetshof, an die von Wirsberg über. Im Jahre 1632 gelangte sie in den Besitz der Herren von Enkefort.
Vom Ende des 17. Jahrhunderts bis zum Beginn des 19. Jahrhunderts hatten die Freiherrn von Rummel den Lehensbesitz inne.
Im 18. Jahrhundert gehörte Erpetshof mit 8 Anwesen und einem Hirtenhaus zur Gemeinde Waldau, Landkreis Vohenstrauß.
Außerdem hatte die Gemeinde eine Mühle, die zur Grundherrschaft und zum Niedergericht Leuchtenberg gehörte.
Erpetshof gehörte zur Pfarrei Vohenstrauß, Filiale von Altenstadt.
Mit der Bildung der Steuerdistrikte im Jahr 1808 wurde Waldau ein Steuerdistrikt.
Zum Steuerdistrikt Waldau gehörten die Dörfer Erpetshof, Trasgschieß, Waldau und Zeßmannsrieth und die Einöden Abdeckerei, Iltismühle, Neumühle und Zieglmühle.
1809 gehörte Erpetshof zur Herrschaft Waldau.
Die Herrschaft Waldau bildete 1809 ein Patrimonialgericht.
Ihre Inhaber waren die Freiherrn von Lilien.
Sie hatte 130 Hintersassen und umfasste einen gemischten Bezirk mit den Ortschaften Altenstadt, Arnmühle, Braunetsrieth, Erpetshof, Iltismühle, Kößlmühle, Matzlesrieth, Neumühle, Obernankau, Trasgschieß, Trauschendorf, Zeßmannsrieth, Zieglmühle und Waldau.
1821 gehörte Erpetshof zur mittelbaren patrimonialgerichtischen Ruralgemeinde Waldau.
Zur Gemeinde Waldau gehörten die Dörfer Waldau mit 59 Familien, Erpetshof mit 9 Familien und Zeßmannsrieth mit 13 Familien, der Weiler Trasgschieß mit 5 Familien, die Einöden Arnmühle mit einer Familie, Iltismühle mit 3 Familien, Neumühle mit 3 Familien und Zieglmühle mit 5 Familien.
Als am 1. Januar 1972 im Rahmen der Gemeindegebietsreform die Gemeinde Waldau in die Gemeinde Vohenstrauß überging, wurde Erpetshof ein Ortsteil von Vohenstrauß.

### Dorfkapelle

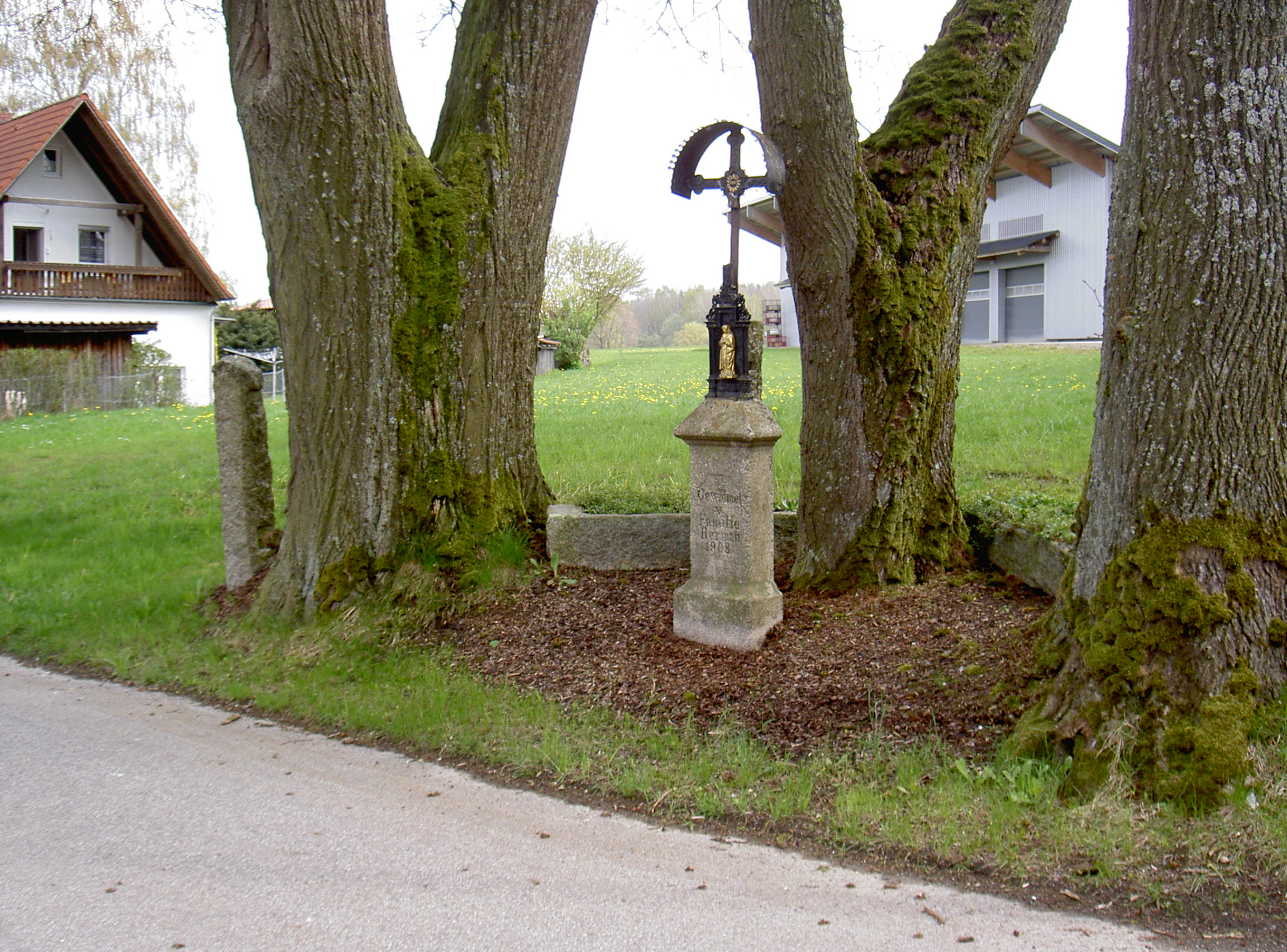
Wegekreuz Erpetshof

Der Ort besitzt eine Dorfkapelle mit barockem Altar und barocken Seitenfiguren. Eine erste Kapelle dürfte 1794 entstanden sein, da die Glocke in dem offenen Dachreiter diese Jahreszahl trägt. 1875 wurde die baufällig gewordene Kapelle von dem Müllermeister Johann Gieler wieder hergestellt. Nach dem Anschluss an Vohenstrauß hat die Stadt auch die Verantwortung für die Kapelle übernommen und diese 1983/84 restaurieren lassen. Dabei wurde auch ein neuer Dachreiter geschaffen. Das alte Altarbild von 1800  mit der Krönung Mariens wurde durch eine Arbeit des Malers Alfred Kummer (Kopie der Madonna von Foligno von Raffael) aus Vohenstrauß ersetzt, das frühere Altarbild wurde in das Heimatmuseum Vohenstrauß verbracht.

### Einwohnerentwicklung in Erpetshof ab 1838
| Jahr | Einwohner | Gebäude |
| ---- | --------- | ------- |
| 1838 | 51        | 7       |
| 1871 | 53        | 33      |
| 1885 | 64        | 8       |
| 1900 | 64        | 9       |
| 1913 | 31        | 6       |
| 1925 | 60        | 7       |

| Jahr | Einwohner | Gebäude |
| ---- | --------- | ------- |
| 1950 | 60        | 7       |
| 1961 | 39        | 8       |
| 1970 | 42        | k. A.   |
| 1987 | 38        | 6       |
| 2011 | 45        | k. A.   |